# Boguszowice Stare
Boguszowice Stare (tiếng Đức: Boguschowitz) là một quận của Rybnik, Silesian Voivodeship, miền nam Ba Lan. Vào cuối năm 2013, nó có khoảng 7.700 cư dân.
Boguszowice, tồn tại từ thời Trung cổ, là một khu định cư kiểu đô thị và trong những năm 1962-1975, một thị trấn riêng biệt. Stare, có nghĩa đen cũ, được thêm vào năm 1975 khi Boguszowice được hợp nhất với Rybnik và tách ra để tạo thành hai quận riêng biệt:
- Boguszowice Stare, bao gồm phần lâu đời nhất của khu định cư, bao gồm nhà thờ Thánh Tâm;
- Boguszowice Osiedle, bao gồm các khu nhà ở của tầng lớp lao động lớn;

## Lịch sử
Ngôi làng đã được đề cập trong một tài liệu tiếng Latinh của Giáo phận Wrocław có tên Liber fundationis episcopatus Vratislaviensis từ khoảng năm 1305 với tư cách là vật phẩm Bogussovitz solvit decimam thêm polonico et valet tres marcas. Ngôi làng là chắc chắn lớn tuổi và là một chỗ ngồi của một người Công giáo giáo xứ trong Żory chức khoa trưởng của Giáo phận Wrocław, được thành lập có thể là trong nửa sau của thế kỷ 13, đề cập lần đầu trong năm 1335 như Boguslavicz trong một bản đăng ký đầy đủ của Pence Phêrô thanh toán bao gồm bởi Galhard de Carceribus.
Về mặt chính trị, ngôi làng ban đầu thuộc về Công tước Opole và Racibórz, bên trong Ba Lan bị chia cắt thời phong kiến, được cai trị bởi một nhánh địa phương của triều đại Silesian Piast. Năm 1327, các công tước Thượng Silesian đã trở thành một khoản phí của Vương quốc Bohemia, sau năm 1526 trở thành một phần của chế độ quân chủ Habsburg. Sau chiến tranh Silesian, nó trở thành một phần của Vương quốc Phổ.
Sau Thế chiến I ở Thượng Silesia plebiscite 586 trong số 723 cử tri ở Boguszowice đã bỏ phiếu ủng hộ việc gia nhập Ba Lan, chống lại 134 chọn ở lại Đức. Năm 1922, nó trở thành một phần của Silesian Voivodeship, Cộng hòa Ba Lan thứ hai. Sau đó, chúng bị Đức Quốc xã thôn tính vào đầu Thế chiến II. Sau chiến tranh, nó đã được khôi phục lại Ba Lan.
Trong những năm 1945-1954, nó là một vị trí của một gmina, bao gồm cả Gotartowice, Folwarki, Kłokocin, Rowień và Rój. Vào ngày 13 tháng 11 năm 1954, nó đã trở thành một khu định cư kiểu đô thị, sau đó vào ngày 18 tháng 8 năm 1962, nó đã giành được quyền của thị trấn. Thị trấn chiếm Kłokocin và Gotartowice. Vào ngày 27 tháng 5 năm 1975, nó đã được hợp nhất với Rybnik.